# 亚斯圣拉斯洛
亚斯圣拉斯洛，是匈牙利南部巴奇-基什孔州所辖的一个村，总面积60.34平方公里，总人口2632，人口密度44人/平方公里（2002年）。地理坐标为46°34′N 19°46′E。